# Dentinephtys glabra
Dentinephtys glabra är en ringmaskart som först beskrevs av Hartman 1950.  Dentinephtys glabra ingår i släktet Dentinephtys och familjen Nephtyidae. Inga underarter finns listade i Catalogue of Life.